# Витебский, Иосиф Давидович
Ио́сиф Дави́дович Ви́тебский (9 января 1938, Киев — 7 декабря 2024) — советский спортсмен-фехтовальщик, тренер по фехтованию.
Член сборной СССР, последовательно выигравшей чемпионаты мира в 1967, 1968 и 1969 гг. Серебряный призёр летних Олимпийских игр 1968 года в командном первенстве.

## Биография
Окончил Киевский государственный университет по специальности «физическая культура и спорт». В ходе своей карьеры тренировался на базе спортивного общества «Динамо» в Киеве.
Член сборной СССР, последовательно выигравшей Чемпионаты мира в 1967, 1968 и 1969 гг. Серебряный призёр летних Олимпийских игр 1968 года.
Тренер национальной сборной Украины  в течение более десяти лет.
В 1998 году уехал в Филадельфию, штат Пенсильвания (США).
Летом 1999 года выиграл золотую медаль на Летнем Чемпионате по фехтованию среди ветеранов спорта в Шарлотте, Северная Каролина.
Занимался тренерской работой в Пенсильванском Университете. Участник подготовки команд Лиги Плюща.

### Личная жизнь
Жена Эмма, у них двое сыновей: Дмитрий, Алексей. В 2013 году переехал в Денвер, штат Колорадо.
Умер 7 декабря 2024 года в возрасте 86 лет.